# Condrosteeni
Condrosteenii, condrosteii (Chondrostei) sau ganoizii cartilaginoși, condroganoizii (Chondroganoidei) sunt o subclasă de pești osoși primitivi care au multe caractere comune cu peștii cartilaginoși și scheletul lor este în cea mai mare parte cartilaginos și numai parțial osos (format aproape exclusiv din oase de membrană care se află numai în craniu). Coarda dorsală este persistentă, vertebrele lipsesc. Condrosteii actuali reprezintă o grupă specializată de pești, în special bentonici.
Etimologia cuvântului condrostei: din greaca chondros = cartilaj + și latina ostei, pluralul lui osteus, din greaca osteon = os.

## Particularități anatomice
- Scheletul este, în cea mai mare parte, cartilaginos.
- Coarda dorsală este persistentă și, în jurul ei, nu se dezvoltă corpurile vertebrelor, dar există arcuri vertebrale superioare și inferioare.
- Craniul este platibazic. Craniul neural este aproape complet cartilaginos, oasele craniului sunt în cea mai mare parte de origine dermică. Oasele endocondrale sunt în număr redus.
- Maxilarele sunt alungite
- Operculul este osos, format numai din trei oase.
- Clavicula este prezentă, fiind bine dezvoltată.
- Înotătoarea codală este heterocercă.
- Corpul este gol sau acoperit cu solzi ganoizi ori cu plăci osoase așezate în cinci rânduri, care merg de-a lungul corpului.
- La baza înotătoarelor neperechi se pot întâlni fulcre.
- Lamele branhiale depășesc numai cu puțin septul pe care sunt prinse
- Eventele (spiraculele) sunt prezente
- Inima este prevăzută cu un con arterial cu mai multe rânduri suprapuse de valvule,
- Intestinul este prevăzută cu o valvulă spirală bine dezvoltată.
- Ouăle au segmentare totală și inegală

Ca înfățișare externă, condrosteii amintesc, în oarecare măsură, selacienii. Capul lor este prelungit într-un rostru, iar orificiul bucal se găsește pe partea inferioară a capului (ventral), sub forma unei crăpături semilunare. 
Lepidotrihii (razele externe osoase) din înotătoarele neperechi sunt în număr mai mare, de obicei dublu, decât razele interne cartilaginoase corespunzătoare. Coada (înotătoarea codală), ca și la selacieni, este heterocercă, lobul superior al ei este mai mare, cuprinzând și capătul coloanei vertebrale, iar lobul inferior este mai mic. Înotătoarele perechi sunt așezate orizontal. Pe marginea anterioară a înotătoarelor neperechi se pot întâlni fulcre (solzi ganoizi dezvoltați mai puternic). Corpul este gol sau acoperit cu solzi ganoizi ori cu plăci osoase mari (numite scuturi) așezate în cinci rânduri, care merg de-a lungul corpului. Între ele se găsesc plăci osoase mici sau scutele. 
Scheletul condrosteenilor este, în cea mai mare parte, cartilaginos. Craniul neural este aproape complet cartilaginos, acoperit la exterior de oase de membrană, care formează bolta, părțile laterale (oasele nazale, frontale, parietale) și baza craniului (parasfenoid și vomer). Craniul este platibazic, cu distanța mare între cele două orbite. Maxilarele sunt alungite.
Baza scheletului axial o formează notocordul (coarda dorsală), care se păstrează toată viața, îmbrăcat într-o teacă groasă de țesut conjunctiv. Coarda dorsală a acestora este persistentă și complet lipsită de gâtuituri și, în jurul ei, nu se formează corpuri vertebrale, dar există arcuri vertebrale superioare și inferioare. Clavicula este întotdeauna prezentă, fiind bine dezvoltată. În centura scapulară este prezent un mezocoracoid. Operculul este osos, format numai din trei oase. 
Condrosteenii și-au păstrat spiraculul. Pereții (septele) interbranhiali se păstrează în mai mare măsură decât la alți pești osoși. La majoritatea speciilor, în stare adultă, dinții lipsesc. În intestin există o valvulă spirală bine dezvoltată. Orificiul anal este separat de cel urogenital. Lamele branhiale depășesc numai cu puțin septul pe care sunt prinse. La partea anterioară a ventriculului inimii se găsește un con arterial.
Aparatul urogenital este apropiat de acela al peștilor cartilaginoși. La masculi, canalele deferente trec prin substanța renală și se deschid în ureter. Nu există un organ copulator, fecundația este externă, iar icrele sunt mici și au o segmentare totală și inegală.
Condrosteenii păstrează o serie de caractere ale peștilor cartilaginoși: rostrul, plagiostomia (poziția transversală a gurii) , înotătoarea codală heterocercă, înotătoarele perechi orizontale, valvula spirală a intestinului și conul arterial al inimii. Pe de altă parte, ei au caractere comune tuturor peștilor osoși: părțile osoase ale scheletului, operculul, pereții interbranhiali reduși (cel puțin parțial), vezica înotătoare, icrele mici și fără coajă, fecundarea externă.

## Sistematica și ecologia
Primii reprezentanți ai acestor pești au apărut în devonian, iar grupul este dominant între peștii osoși în cursul carboniferului, permianului, triasicului și jurasicului. Acestă subclasă a fost reprezentată în trecut prin numeroase ordine, iar în prezent numai prin două (Acipenseriformes și Polypteriformes). 
Puținele specii (27 specii de apă dulce) ale condrosteenilor actuali din ordinul acipenseriformelor (Acipenseriformes) sunt răspândite în emisfera nordică și în special în zona temperată. Polipteriformele (Polypteriformes) cuprind numai 16 specii de apă dulce din Africa.
Subclasa condrosteenilor  include 2 ordine actuale (Acipenseriformes și Polypteriformes) și mai multe ordine dispărute. Unii sistematicieni includ în subclasă condrosteenilor numai ordinul Acipenseriformes, iar ordinul Polypteriformes îl includ în subclasa Cladistia.

## Clasificare
- ordinul Acipenseriformes
  - familia Acipenseridae
  - familia Polyodontidae
  - familia Chondrosteidae(†)
  - familia Errolichthyidae(†)
- ordinul Cheirolepidiformes(†)
- ordinul Guildayichthyiformes(†)
- ordinul Luganoiiformes(†)
- ordinul Palaeonisciformes(†)
  - familia Acrolepidae(†)
  - familia Birgeriidae(†)
  - familia Palaeoniscidae(†)
- ordinul Perleidiformes(†)
- ordinul Phanerorhynchiformes(†)
- ordinul Pholidopleuriformes(†)
- ordinul Polypteriformes
  - familia Polypteridae
- ordinul Ptycholepiformes(†)
- ordinul Saurichthyiformes(†)
- ordinul Tarrasiiformes(†)

## Clasificarea actinopterigienilor după J. S. Nelson
În lucrarea sa Fishes of the World, Joseph S. Nelson în 2006 a clasificat actinopterigienii în 3 subclase: 
- Clasa Actinopterygii

- Subclasa Cladistia

Ordinul Polypteriformes
- Subclasa Chondrostei

Ordinul Acipenseriformes
† Ordinul Cheirolepidiformes
† Ordinul Palaeonisciformes
† Ordinul Tarrasiiformes
† Ordinul Guildayichthyiformes
† Ordinul Phanerorhynchiformes
† Ordinul Saurichthyiformes
† Ordinul Ptycholepiformes
† Ordinul Pholidopleuriformes
† Ordinul Perleidiformes
† Ordinul Luganoiiformes
- Subclasa Neopterygii